# Bursa (provincie)
Bursa is een provincie in Turkije. De provincie is 11.087 km² groot en heeft 2.125.140 inwoners (2000). Bursa ligt in het westen van het land, aan de Zee van Marmara. De hoofdstad is het gelijknamige Bursa.

## Bestuurlijke indeling

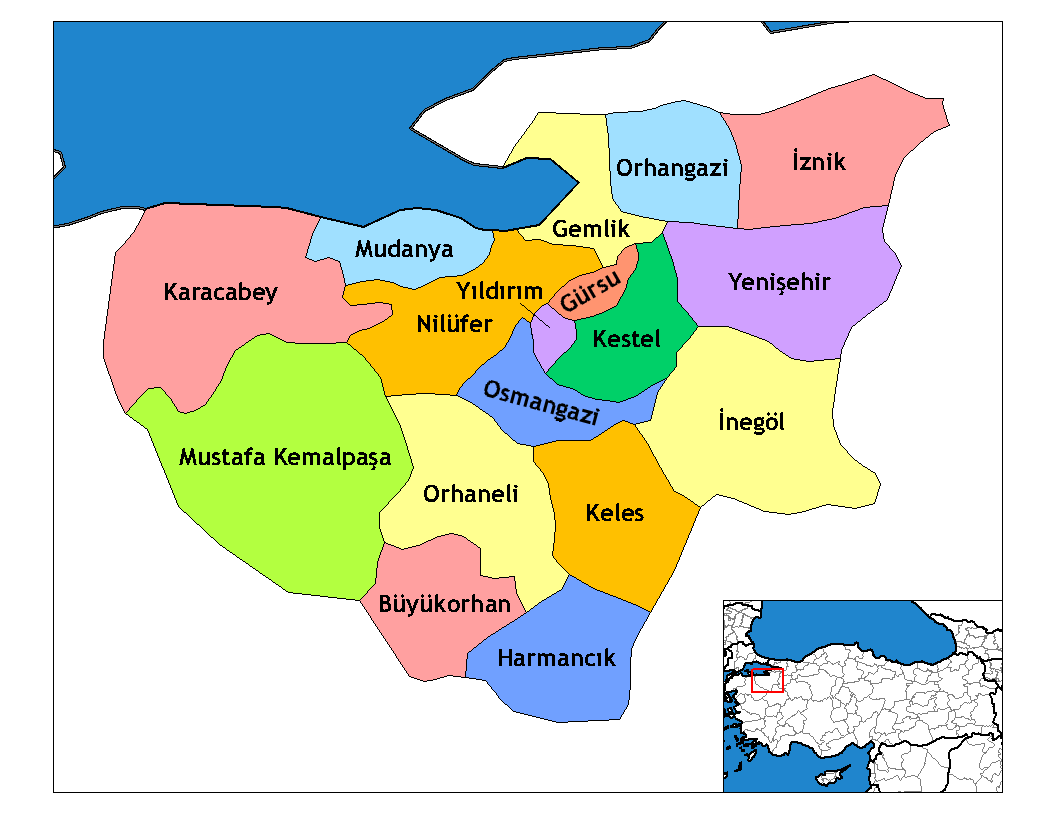
Districten van Bursa

### Districten
De provincie bestaat uit de volgende 17 districten:
| - Büyükorhan - Gemlik - Gürsu - Harmancık - İnegöl - İznik | - Karacabey - Keles - Kestel - Mudanya - Mustafakemalpaşa - Nilüfer | - Orhaneli - Orhangazi - Osmangazi - Yenişehir - Yıldırım |